# Pegnitz-Zeitung
Die Pegnitz-Zeitung (PZ) ist die lokale Tageszeitung für Lauf an der Pegnitz, Röthenbach an der Pegnitz, Schnaittach und Umgebung. Mit einer verkauften Auflage von 8855 Exemplaren (inklusive Teilauflage der Nordbayerischen Zeitung), einem Minus von 38,1 Prozent seit 1998, deckt sie den westlichen Teil des Landkreises Nürnberger Land ab. Ihren Mantel bezieht die Pegnitz-Zeitung seit 1959 von den Nürnberger Nachrichten, herausgegeben wird sie vom Fahner-Verlag.

## Geschichte
Gegründet wurden Zeitung und Verlag durch Hans Fahner, dem Großvater beziehungsweise Urgroßvater der heutigen Verlegerfamilien. Die erste Ausgabe erschien am 19. Juni 1907. Verfügte die Pegnitz-Zeitung anfangs noch über eine Vollredaktion, so ist sie seit 1959 mit den Nürnberger Nachrichten im sogenannten NN-Modell verbunden. In Nürnberg werden die Mantelseiten produziert, die Lokalredaktion hat ihren Sitz in Lauf. Erhältlich ist die Pegnitz-Zeitung aber auch als Nordbayerische Zeitung mit dem Mantel der Nürnberger Zeitung.
Gedruckt wird die Pegnitz-Zeitung heute im Druckhaus Nürnberg, der Druckerei der Nürnberger Nachrichten. Bis 2005 aber wurde der Lokalteil noch auf einer Rotationsmaschine in Lauf hergestellt – erst seit der Verlagerung erscheint das Blatt fast vollständig in Farbe.
Seit 1998 kooperiert die Pegnitz-Zeitung im Medienverbund Nürnberger Land mit den beiden anderen Lokalzeitungen im Landkreis. Gemeinsam mit dem Boten aus Feucht und der Hersbrucker Zeitung betreibt der Verlag unter anderem das Internetportal n-land.de.
Seit September 2010 gibt die Hersbrucker Zeitung zusammen mit der Pegnitz-Zeitung immer mittwochs das kostenlose Anzeigenblatt Die Woche im Pegnitztal (WiP) heraus. Die Auflage des Blattes beträgt 48.000 Stück.

## Auflage
Die Pegnitz-Zeitung hat wie die meisten deutschen Tageszeitungen in den vergangenen Jahren an Auflage eingebüßt. Die verkaufte Auflage ist in den vergangenen 10 Jahren um durchschnittlich 3,2 % pro Jahr gesunken. Im vergangenen Jahr hat sie um 5,2 % abgenommen. Sie beträgt gegenwärtig 8855 Exemplare. Der Anteil der Abonnements an der verkauften Auflage liegt bei 91,7 Prozent.
| 1998  | 1999  | 2000  | 2001  | 2002  | 2003  | 2004  | 2005  | 2006  | 2007  | 2008  | 2009  | 2010  | 2011  | 2012  | 2013  | 2014  | 2015  | 2016  | 2017  | 2018  | 2019  | 2020  | 2021  | 2022 | 2023 | 2024 |
| ----- | ----- | ----- | ----- | ----- | ----- | ----- | ----- | ----- | ----- | ----- | ----- | ----- | ----- | ----- | ----- | ----- | ----- | ----- | ----- | ----- | ----- | ----- | ----- | ---- | ---- | ---- |
| 14311 | 14336 | 14344 | 14430 | 14303 | 14344 | 14080 | 13860 | 13647 | 13571 | 13365 | 13145 | 12977 | 12712 | 12722 | 12454 | 12208 | 11918 | 11645 | 11339 | 11106 | 10686 | 10447 | 10116 | 9704 | 9340 | 8855 |